# Доњи Добрић
Доњи Добрић је насељено место града Лознице у Мачванском округу. Према попису из 2022. био је 981 становник.

## Историја
Једно од првих познатих помињања села је у спису под називом Троношки родослов: "...Тако епископ Герасим служи у Троноши 31. марта 1796. године, рукополаже Лазара Филиповића и поставља на парохију у Доњем Добрићу..." (Извор: Троношки родослов)
Село Доњи Добрић познато је што је у њему 21. априла 1941. године, на самом почетку окупације, убијен немачки официр након чега је уследила одмазда окупационих трупа, што је био први отпор на територији Југославије.

## Демографија
У насељу Доњи Добрић живи 1084 пунолетна становника, а просечна старост становништва износи 36,9 година (36,6 код мушкараца и 37,1 код жена). У насељу има 442 домаћинства, а просечан број чланова по домаћинству је 3,25.
Ово насеље је великим делом насељено Србима (према попису из 2002. године), а у последња три пописа, примећен је пад у броју становника.
|  |

| Демографија | Демографија | Демографија |
| Година      | Становника  | Становника  |
| ----------- | ----------- | ----------- |
| 1948.       | 1.783       |             |
| 1953.       | 1.841       |             |
| 1961.       | 1.817       |             |
| 1971.       | 1.839       |             |
| 1981.       | 1.695       |             |
| 1991.       | 1.563       | 1.514       |
| 2002.       | 1.438       | 1.520       |
| 2011.       | 1.164       |             |
| 2022.       | 981         |             |

| Етнички састав према попису из 2002.‍ | Етнички састав према попису из 2002.‍ | Етнички састав према попису из 2002.‍ | Етнички састав према попису из 2002.‍ | Етнички састав према попису из 2002.‍ |
| ------------------------------------ | ------------------------------------ | ------------------------------------ | ------------------------------------ | ------------------------------------ |
|                                      |                                      |                                      |                                      |                                      |
| Срби                                 | Срби                                 |                                      | 1.435                                | 99,79%                               |
| Руси                                 | Руси                                 |                                      | 1                                    | 0,06%                                |
| непознато                            | непознато                            |                                      | 1                                    | 0,06%                                |

| Година пописа     | 1948. | 1953. | 1961. | 1971. | 1981. | 1991. | 2002. |
| ----------------- | ----- | ----- | ----- | ----- | ----- | ----- | ----- |
| Број домаћинстава | 307   | 331   | 392   | 437   | 435   | 440   | 442   |

| Број чланова      | 1  | 2  | 3  | 4  | 5  | 6  | 7  | 8 | 9 | 10 и више | Просек |
| ----------------- | -- | -- | -- | -- | -- | -- | -- | - | - | --------- | ------ |
| Број домаћинстава | 98 | 82 | 66 | 87 | 47 | 44 | 14 | 3 | 1 | 0         | 3,25   |

| Пол    | Укупно | Неожењен/Неудата | Ожењен/Удата | Удовац/Удовица | Разведен/Разведена | Непознато |
| ------ | ------ | ---------------- | ------------ | -------------- | ------------------ | --------- |
| Мушки  | 575    | 149              | 372          | 40             | 10                 | 4         |
| Женски | 569    | 82               | 380          | 101            | 4                  | 2         |
| УКУПНО | 1.144  | 231              | 752          | 141            | 14                 | 6         |

| Пол    | Укупно                    | Пољопривреда, лов и шумарство | Рибарство                            | Вађење руде и камена | Прерађивачка индустрија       |
| ------ | ------------------------- | ----------------------------- | ------------------------------------ | -------------------- | ----------------------------- |
| Мушки  | 346                       | 98                            | 0                                    | 0                    | 78                            |
| Женски | 136                       | 76                            | 0                                    | 0                    | 13                            |
| УКУПНО | 482                       | 174                           | 0                                    | 0                    | 91                            |
| Пол    | Производња и снабдевање   | Грађевинарство                | Трговина                             | Хотели и ресторани   | Саобраћај, складиштење и везе |
| Мушки  | 1                         | 91                            | 21                                   | 3                    | 18                            |
| Женски | 0                         | 0                             | 14                                   | 3                    | 2                             |
| УКУПНО | 1                         | 91                            | 35                                   | 6                    | 20                            |
| Пол    | Финансијско посредовање   | Некретнине                    | Државна управа и одбрана             | Образовање           | Здравствени и социјални рад   |
| Мушки  | 1                         | 3                             | 13                                   | 2                    | 4                             |
| Женски | 0                         | 3                             | 0                                    | 5                    | 15                            |
| УКУПНО | 1                         | 6                             | 13                                   | 7                    | 19                            |
| Пол    | Остале услужне активности | Приватна домаћинства          | Екстериторијалне организације и тела | Непознато            | Непознато                     |
| Мушки  | 2                         | 0                             | 0                                    | 11                   | 11                            |
| Женски | 1                         | 0                             | 0                                    | 4                    | 4                             |
| УКУПНО | 3                         | 0                             | 0                                    | 15                   | 15                            |